# Hauterive, Orne

Hauterive este o comună în departamentul Orne, Franța. În 1 ianuarie 2022 avea o populație de 459 de locuitori.